# Jean Garnier (Kirchenhistoriker)

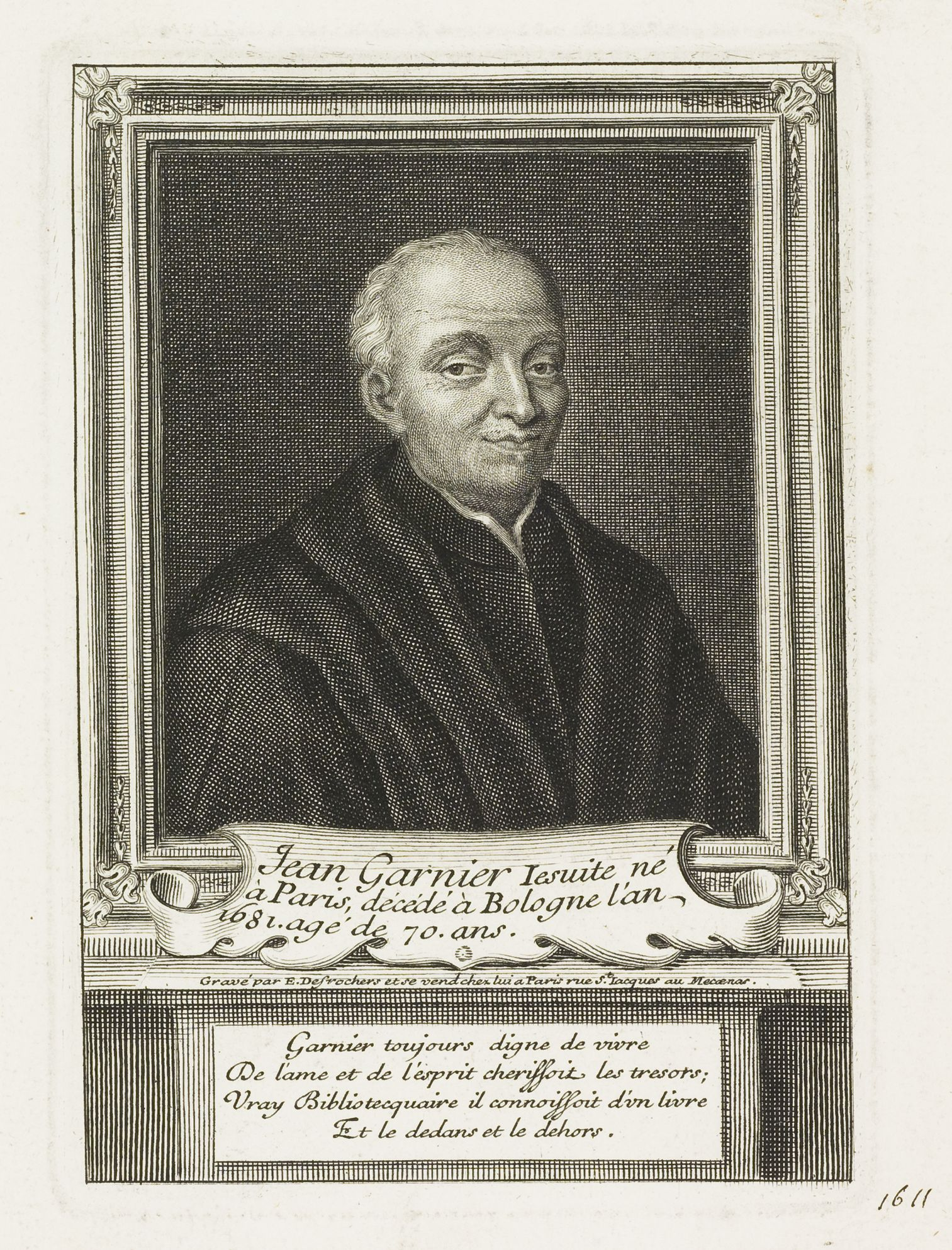
Darstellung von Jean Garnier

Jean Garnier (* 11. November 1612 in Paris; † 26. November 1681 in Bologna) war ein französischer Jesuit, Patristiker, Kirchenhistoriker und Moraltheologe.

## Leben
Garnier wurde in Paris geboren. Im Alter von 16 Jahren trat er in die Gesellschaft Jesu ein. Nach Abschluss seines Studiums lehrte er von 1643 bis 1653 Geistesgeschichte und später Philosophie in Clermont-Ferrand und von 1653 bis 1681 Theologie in Bourges. 1681 wurde er in Angelegenheiten des Ordens nach Rom geschickt, erkrankt unterwegs und starb in Bologna.
Garnier wurde als einer der bedeutendsten Gelehrten unter den Jesuiten seiner Zeit angesehen. Er war ein vorzüglicher Kenner der schriftlichen Quellen und der Geschichte des frühen Christentums.

## Werke
1673 veröffentlichte er den Libellus fidei ad Libellus fidei ad Innocentium des Pelagius, eine Schrift, die dieser im Zuge einer theologischen Debatte über die  Einstellung  des Augustinus zum Manichäismus an den Heiligen Stuhl geschickt hatte. Garnier fügte der Schrift Anmerkungen und einen Kommentar bei.
1655 veröffentlichte er in Bourges seine Regulae fidei catholicae de gratia Dei per Jesum Christum. 1673 gab er in Paris eine Gesamtausgabe der Werke des Häresiologen Marius Mercator († in Konstantinopel nach 451) heraus. Die Ausgabe besteht aus zwei Teilen, von denen der erste die Schriften Mercators gegen Pelagius enthält, darunter auch den Libellus fidei sowie Kommentare zu den Texten:
- De primis auctoribus et praecipuis defensoribus haeresis quae a Pelagio nomen accepit
- De synodis habitis in causa Pelagianorum
- De constitutionibus imperatorum in eadem causa 418–430
- De subscriptione in causa Pelagianorum
- De libellis fidei scriptis ab auctoribus et praecipuis defensoribus haeresis Pelagianae
- De iis quae scripta sunt a defensoribus fidei catholicae adversus haeresim Pelagianorum ante obitum S. Augustini
- De ortu et incrementis haeresis Pelagianae seu potius Caelestianae.

Im zweiten Teil gibt Garnier eine Übersicht über die Geschichte des Nestorianismus von 428 bis 433, über die Schriften Mercators über diese Häresie: Es folgen zwei Abhandlungen über die häretischen Lehren und Schriften des Nestorius und über die Synode von 429 bis 433 zu diesem Thema. Garniers Ausgabe wird in der Folge von Fachleuten wegen seiner überragenden historischen Kenntnisse geschätzt, aber auch wegen der Parteilichkeit seiner Untersuchungen kritisiert.
1675 gab Garnier in Paris das Breviarum causae Nestorianorum, ein vor 566 von Liberatus, einem Erzdiakon von Karthago zusammengestelltes Kompilat heraus. Er korrigierte Fehler des  Manuskripts, fügte Anmerkungen und eine Abhandlungen über das Fünfte ökumenische Kirchenkonzil hinzu.
1678 veröffentlichte er die Systema bibliothecae collegii Parisiensis S.J., eine Art Fachbuch für das Bibliothekswesen.
1680 erfolgte die Herausgabe des Liber diurnus Romanorum Pontificum nach einem antiken Manuskript, der er drei Aufsätze beifügte, und zwar:
- De indiculo scribendae epistolae
- De ordinatione summi pontificis
- De usu pallii.

In De ordinatione behandelt er den Fall von Papst Honorius, der 40 Jahre nach seinem Tod vom Konzil von Konstantinopel mit dem Kirchenbann belegt worden war, und den für unschuldig hielt.
1642 hatte Garniers Ordensbruder, der Jesuit Jacques Sirmond eine vierbändige Ausgabe der Werke des Theodoret, Bischof von Kyrrhos († 455), veröffentlicht. Garnier ergänzte die Ausgabe mit einem „Auctarium“, das jedoch erst 1684 veröffentlicht wurde. Das „Auctarium“ besteht aus den fünf Kapiteln:
- De ejus vita;
- De libris Theodoreti;
- De fide Theodoreti;
- De quinta synodo generali;
- De Theodoreti et orientalium causa.

In diesen Essays geht er mit Theodoret streng ins Gericht und verurteilt ihn.
Postum wurde Garniers Abhandlung Tractatus de officiis confessarii erga singula poenitentium genera 1689 in Paris veröffentlicht.